# La Llosa
La Llosa település Spanyolországban, Castellón tartományban. La Llosa Almenara, La Vall d'Uixó és Chilches községekkel határos. Lakosainak száma 1042 fő (2024).

## Népesség
A település népessége az elmúlt években az alábbi módon változott:
| Lakosok száma | 914  | 915  | 917  | 962  | 951  | 972  | 969  | 951  | 983  | 1042 |
|               | 2001 | 2004 | 2006 | 2009 | 2011 | 2014 | 2016 | 2019 | 2021 | 2024 |